# Owenus cingulatus
Owenus cingulatus là một loài tò vò trong họ Ichneumonidae.